# ニコライ・アンドリアノフ

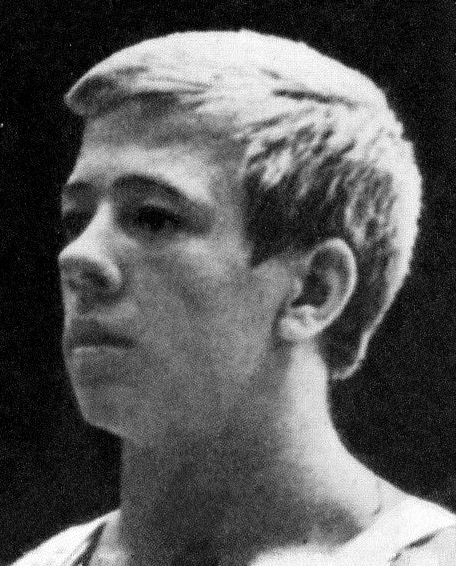
ニコライ・アンドリアノフ

ニコライ・エフィーモヴィチ・アンドリアノフ（ロシア語: Николай Ефимович Андрианов, ラテン文字転写: Nikolai Efimovich Andrianov, 1952年10月14日 - 2011年3月21日）は、ソビエト連邦（ロシア）の体操競技選手。夏季オリンピックに3度出場（ミュンヘン、モントリオール、モスクワ）し、7個の金メダル、通算15個のメダルを獲得（男子世界歴代2位）した、1970年代の旧ソ連の体操男子エース。

## 経歴
父親が家を出て行ってしまったため、母親一人の手で四人兄弟の一人として育てられた。貧しかっ
た彼はチンピラまがいのことをしていた。
11歳の時にロシアのウラジーミルにある体操教室「ブレヴェスニク」に入り、ソビエト連邦の高名な体操トレーナーであるニコライ・トルカチェフ の指導を受けるようになった。
1969年にソ連のユースチームに選ばれ、1970年にはシニアの代表チームに選ばれた。1971年にスペインのマドリードで開かれたヨーロッパ体操競技選手権ではあん馬と跳馬で金メダルを獲得、1972年のソビエト選手権では個人総合で優勝した。
ミュンヘン、モントリオール、モスクワと3度の夏季オリンピックに出場。1972年のミュンヘンオリンピックではゆかで金メダル、跳馬で銅メダル、男子団体で銀メダルを獲得、1976年のモントリオールオリンピックの個人総合では、3連覇を狙った加藤沢男を退けて、金メダルに輝いた。また、種目別でゆか、つり輪、跳馬で金メダルを獲得するなど全6種目でメダルを獲得した。この時獲得した金メダル4個という記録は1992年のバルセロナオリンピックでビタリー・シェルボが6個の金メダルを獲得するまでオリンピック記録であった。1980年のモスクワオリンピックでも跳馬と男子団体で金メダルを獲得するなど、5つのメダルを獲得し、その年現役を引退した。3大会で獲得したメダル15個は2008年の北京オリンピックでマイケル・フェルプスに抜かれるまでは男子最多であった（女子ではソ連の体操選手、ラリサ・ラチニナが18個のオリンピックメダルを獲得している）。
また1973年には、メキシコシティーオリンピックとミュンヘンオリンピックでソ連女子体操チームのメンバーとして合計2つの金メダル（団体総合）を獲得したリュボフ・ブルダと結婚し、2人の息子をもうけた。
引退後は母国でジュニアチームのコーチを務めてビタリー・シェルボなどを育てた後、1991年のソビエト連邦の崩壊で混乱する母国から、現役時代好敵手だった日本の塚原光男から当時高校生だった長男・直也（2004年のアテネオリンピック男子団体金メダルの一員）のコーチとして招かれ、1994年に来日、朝日生命体操クラブのコーチとなり、2002年まで指導した。
2001年、国際体操殿堂入りを果たした。
2002年からはウラジーミルの少年スポーツ学校の校長を務め、北京オリンピック代表のユーリイ・リャザノフなどを育てあげた。
2011年3月21日、故郷のウラジーミルで58歳で亡くなった。進行性の神経障害を患っておりパーキンソン病に似た症状となり、亡くなる数ヶ月前には会話もできず、手足を動かすこともできなかった。
「体操ニッポン」の好敵手として活躍した一方、礼節を重んじる日本を愛し、日本の体操ファンからも愛された人物だった。塚原光男はニコライの死去に触れて、「日本にならってソ連にお辞儀や整列などの礼儀を持ち込んだ素晴らしい人物」と話した。

## 賞歴

### 世界選手権
- 個人総合：1974年 - 銀、1978年 - 金
- 団体総合：1974年 - 銀、1978年 - 銀、1979年 - 金
- 個人種目別跳馬：1974年 - 銀、1978年-銀、1979年 - 銀
- 個人種目別平行棒：1974年 - 銀、1978年 - 銀
- 個人種目別あん馬：1974年 - 銀
- 個人種目別つり輪：1974年 -金、1978年 - 金

### ワールドカップ
- 個人総合：1975年 - 金、1977年 - 金
- 個人種目別跳馬：1977年 - 銀
- 個人種目別ゆか：1975年 - 銀、1977年 - 金
- 個人種目別平行棒：1975年 - 金、1977年 - 金
- 個人種目別あん馬：1975年 - 銀
- 個人種目別つり輪：1977年 - 金

### ヨーロッパ選手権
- 個人総合：1971年 - 銅、1973年 - 銀、1975年 - 金
- 個人種目別跳馬：1971年 - 金、1974年 - 金、1975年 - 金
- 個人種目別ゆか：1971年 - 銅、1973年 - 金、1975年 - 金
- 個人種目別平行棒：1971年 - 銀、1973年 - 銀、1975年 - 金
- 個人種目別あん馬：1971年 - 金、1975年 - 銀
- 個人種目別つり輪：1971年 - 銀、1973年 - 銀
- 個人種目別鉄棒：1975年 - 金

### ソビエト連邦国内選手権
- 個人総合：1972年 - 金、1973年 - 金、1974年 - 金、1979年 - 銅
- 個人種目別跳馬：1971年 - 金、1972年 - 銀、1979年 - 金
- 個人種目別ゆか：1972年 - 金、1974年 - 金、1975年 - 金
- 個人種目別平行棒：1972年 - 銀、1974年 - 金、1979年 - 金
- 個人種目別あん馬：1972年 - 銀、1974年 - 金
- 個人種目別つり輪：1972年 - 銀
- 個人種目別鉄棒：1972年 - 金、1975年 - 金

### ソビエト連邦カップ
- 個人総合：1972年 - 優勝、1974年 - 優勝、1978年 - 3位